# Bernát Bianka
 Bernát Bianka, született Bernát Barbara Bianka (Budapest, 1992. június 17.) modell.

## Élete
Művészcsaládban nőtt fel. Édesapja forgatókönyvíró, édesanyja színésznő. Az Eötvös Loránd Tudományegyetem matematika szakán tanult.
Érettségi után Párizsba ment, az IMG ügynökség szerződtette, a L’Oréallal dolgozott együtt, modellként. 
Bernát Bianka a Pupa első magyar reklámarca. Sok híres tervezőnek, divatháznak dolgozott, köztük a Chanelnek, a Diornak, Marc Jacobsnak, Vivienne Westwoodnak, valamint a magyar Nanushkának, Mojzes Dórának és Zoób Katinak is.
Dolce&Gabbana ruhát reklámozott Olaszországban. Előzőleg ott, a  Parsons egyetemen, divatmarketinget tanult, a Dolce&Gabbanából készítette a záró dolgozatát is. Részt vett a China’s Next Top Model forgatásán, Londonban, ahol a jövő topmodelljét keresik.
A fentieken túl Görögországban, Törökországban, Ausztráliában, Kínában, Japánban, az Egyesült Államokban dolgozott, modellként. A török Vogue magazinban megjelent munkája, és több magazin beauty rovatában is. Egy kép miatt 5 órán keresztül készítették sminkjét (YSL és Dior).
2017 óta a Budapesti Gazdasági Egyetem nappali hallgatója, vakációját munkával tölti többnyire New Yorkban, Tokióban, Hong Kongban és szerte Kínában.
Japán, angol és francia nyelven beszél.
Szülei Rák Kati és Czető Bernát László, egyik testvére, Bernát Sára szintén modell.
Férje Nagy Marcell operatőr.